# Slovenska republiška liga 1952-1953
La Slovenska republiška nogometna liga 1952./53. (it. "Campionato calcistico della Repubblica di Slovenia 1952-53") fu la ottava edizione del campionato della Repubblica Popolare di Slovenia. In questa stagione era nel terzo livello della piramide calcistica jugoslava.
Fu la prima edizione su due gironi, Ovest ed Est.

I due gironi vennero vinti rispettivamente da Korotan Kranj e Kladivar Celje che quadagnarono così la promozione nella Hrvatsko-slovenska liga 1953-1954. La terza promossa fu l'Izola, vincitrice dello spareggio fra le seconde classificate.
Retrocedettero le ultime classificate di ogni girone, l'edizione successiva sarà composta da due gironi di 10 squadre ciascuno.

## Girone Ovest

### Squadre partecipanti
| Squadra          | Città           | Stagione 1952 | Stagione 1952     |
| Squadra          | Città           | Pos.          | Divisione         |
| ---------------- | --------------- | ------------- | ----------------- |
| Korotan          | Kranj           | 6°            | 1. Slovenska liga |
| Sloga            | Lubiana         | 10°           | 1. Slovenska liga |
| Gregorčič        | Jesenice        | ?             | 2. Slovenska liga |
| Izola            | Isola d'Istria  | ?             | 2. Slovenska liga |
| Krim             | Lubiana         | ?             | 2. Slovenska liga |
| Postojna         | Postumia        | ?             | 2. Slovenska liga |
| Proletarec       | Zagorje ob Savi | ?             | 2. Slovenska liga |
| Željezničar (Go) | Nova Gorica     | ?             | 2. Slovenska liga |

### Classifica
|  | Pos. | Squadra            | Pt | G  | V | N | P  | GF | GS | QR    |
|  | ---- | ------------------ | -- | -- | - | - | -- | -- | -- | ----- |
|  | 1.   | Korotan Kranj      | 19 | 14 | 7 | 5 | 2  | 53 | 17 | 3,117 |
|  | 2.   | Izola              | 19 | 14 | 7 | 5 | 2  | 44 | 16 | 2,750 |
|  | 3.   | Željezničar Gorica | 17 | 14 | 6 | 5 | 3  | 39 | 30 | 1,300 |
|  | 4.   | Krim Lubiana       | 16 | 14 | 7 | 2 | 5  | 31 | 27 | 1,148 |
|  | 5.   | Postumia           | 15 | 14 | 7 | 1 | 6  | 26 | 38 | 0,684 |
|  | 6.   | Gregorčič Jesenice | 11 | 14 | 4 | 3 | 7  | 12 | 38 | 0,315 |
|  | 7.   | Proletarec Zagorje | 9  | 14 | 3 | 3 | 8  | 22 | 47 | 0,468 |
|  | 8.   | Sloga Lubiana      | 6  | 14 | 2 | 2 | 10 | 19 | 40 | 0,475 |

Legenda:
      Promosso in Hrvatsko-slovenska liga 1953-1954.
  Ammesso agli spareggi per la Hrvatsko-slovenska liga 1953-1954.
      Retrocesso nella divisione inferiore.
Note:
Due punti a vittoria, uno a pareggio, zero a sconfitta.

## Girone Est

### Squadre partecipanti
| Squadra         | Città         | Stagione 1952 | Stagione 1952     |
| Squadra         | Città         | Pos.          | Divisione         |
| --------------- | ------------- | ------------- | ----------------- |
| Nafta           | Lendava       | 5°            | 1. Slovenska liga |
| Železničar (Mb) | Maribor       | 7°            | 1. Slovenska liga |
| Kladivar        | Celje         | 8°            | 1. Slovenska liga |
| Mura            | Murska Sobota | 9°            | 1. Slovenska liga |
| Aluminij        | Kidričevo     | ?             | 2. Slovenska liga |
| Drava           | Ptuj          | ?             | 2. Slovenska liga |
| Kovinar (Mb)    | Maribor       | ?             | 2. Slovenska liga |
| Kovinar Štore   | Štore         | ?             | 2. Slovenska liga |

### Classifica
|  | Pos. | Squadra            | Pt | G  | V  | N | P  | GF | GS | QR    |
|  | ---- | ------------------ | -- | -- | -- | - | -- | -- | -- | ----- |
|  | 1.   | Kladivar Celje     | 25 | 14 | 12 | 1 | 1  | 86 | 17 | 5,058 |
|  | 2.   | Železničar Maribor | 23 | 14 | 11 | 1 | 2  | 62 | 13 | 4,769 |
|  | 3.   | Mura               | 17 | 14 | 8  | 1 | 5  | 53 | 41 | 1,292 |
|  | 4.   | Nafta              | 15 | 14 | 7  | 1 | 6  | 35 | 21 | 1,666 |
|  | 5.   | Aluminij           | 15 | 14 | 7  | 1 | 6  | 38 | 35 | 1,085 |
|  | 6.   | Drava Ptuj         | 9  | 14 | 4  | 1 | 9  | 23 | 78 | 0,294 |
|  | 7.   | Kovinar Štore      | 3  | 14 | 1  | 1 | 12 | 21 | 71 | 0,295 |
|  | 8.   | Kovinar Maribor    | 3  | 14 | 1  | 1 | 12 | 12 | 55 | 0,218 |

Legenda:
      Promosso in Hrvatsko-slovenska liga 1953-1954.
  Ammesso agli spareggi per la Hrvatsko-slovenska liga 1953-1954.
      Retrocesso nella divisione inferiore.
Note:
Due punti a vittoria, uno a pareggio, zero a sconfitta.

## Spareggi-promozione
Le seconde classificate dei due gironi si sfidarono per un posto in Hrvatsko-slovenska liga 1953-1954.
| Squadra 1          | Totale | Squadra 2 | Andata     | Ritorno    |
| ------------------ | ------ | --------- | ---------- | ---------- |
|                    |        |           | 16.08.1953 | 23.08.1953 |
| Železničar Maribor | 1 – 3  | Izola     | 1 – 3      | 0 – 0      |